# 東京汐留ビルディング
東京汐留ビルディング（とうきょうしおどめビルディング）は、東京都港区東新橋（汐留地区）にある超高層複合商業ビル。下層部にパルコ（J.フロント リテイリング傘下）が運営する飲食・物販・サービスゾーンのPedi汐留、中層部がオフィスフロア、上層部がヒルトンホテルが展開する高級ホテルチェーンのコンラッド東京で構成される。
汐留ビルディング（港区海岸1-2-20）と名称が類似しているが全く別の建物であり、なおかつ大きく離れているので注意を要する。

## 概要
森トラストと住友不動産が汐留シオサイトのD北－1街区を2000年3月に取得。超高層複合ビルの建設に着手し、2年弱の歳月を費やして、2005年1月に地下4階地上37階からなる「東京汐留ビルディング」が竣工した。
外観デザインは浜離宮恩賜庭園の緑の自然と調和し、格式の高い「和」を連想させる白と緑を基調とする格子状とした。オフィスフロアはワンフロア1,000坪超の大型フロアとし、 IT・ディーリング対応フロアを 3・4 階、24 階・25 階に用意。また4タイプの制震・制振装置を組み合わせることにより地震に対する安全性だけでなく、台風などの風による揺れに対しても高い居住性を確保した。

### 影響
港区ホームページによるとこの高層ビル群によって海風が隔てられ、新橋地域の高温化対策が必要であると書かれている。

### オフィス
3階から26階がオフィスフロアで、ソフトバンクグループが一括して借り受け、通信子会社のソフトバンクとともに本社を構えてきたが、後に竣工した東京ポートシティ竹芝（港区海岸）に本社を移した。
その後、2022年5月には安藤ハザマの本社が、同年12月にはアコムの本社が、2023年7月には昭和電工・昭和電工マテリアルズ（←日立化成）が経営統合・社名変更したレゾナック・ホールディングス、レゾナックの本社が、同年10月には三菱UFJアセットマネジメントの本社が、同年11月にはキッツの本社が、それぞれ入居している。

### ホテル
28階から37階がホテルフロアで、米国ヒルトン・ホテルズ&リゾーツの最高級ホテル、コンラッド東京が入る。浜離宮に近い位置には独立した棟として、円筒状のホテル宴会棟が設けられた。2006年度にグッドデザイン賞を受賞。
ホテル部分には米国スターウッド・ホテル&リゾートが最高級ホテル「セントレジス」の進出を決定していたが、米国の会計基準変更によって進出を断念。代わって、コンラッド・ホテルが日本に初進出している。

### Pedi汐留
パルコがオフィスビル内の飲食・物販・サービスゾーンの運営事業の第一弾として、地下1階から2階および地上2階部分をビルオーナーから借り受け、テナント誘致や施設管理を請け負っている。ファミリーマートの新型店ファミマ!!などがある。

#### 主なテナント
- スターバックス
- エクセルシオール カフェ
- ファミマ!!
- ラフィネ

## アクセス
- 都営大江戸線・新交通ゆりかもめ - 汐留駅直結
- JR各線・都営浅草線・東京メトロ銀座線 - 新橋駅より徒歩6分
- タクシー乗り場は、日本交通専用乗り場

## ギャラリー

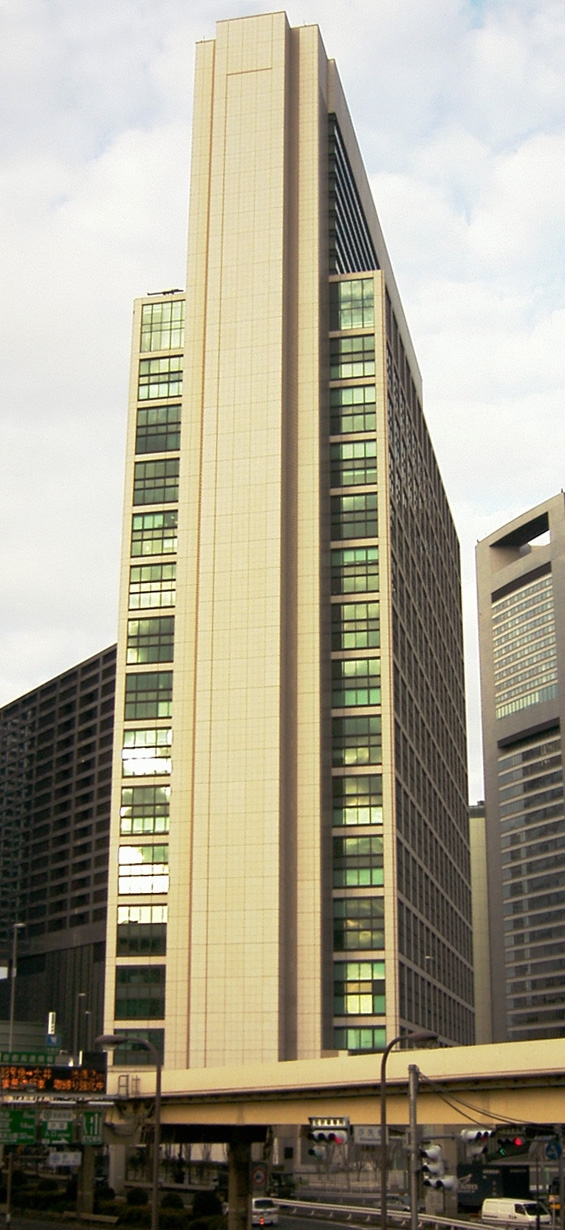
横から見る
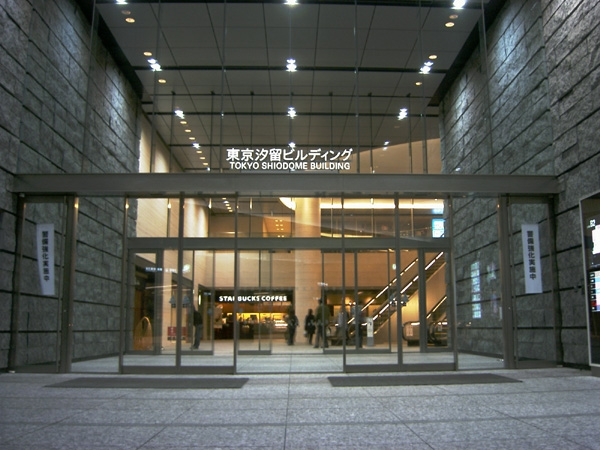
エントランス
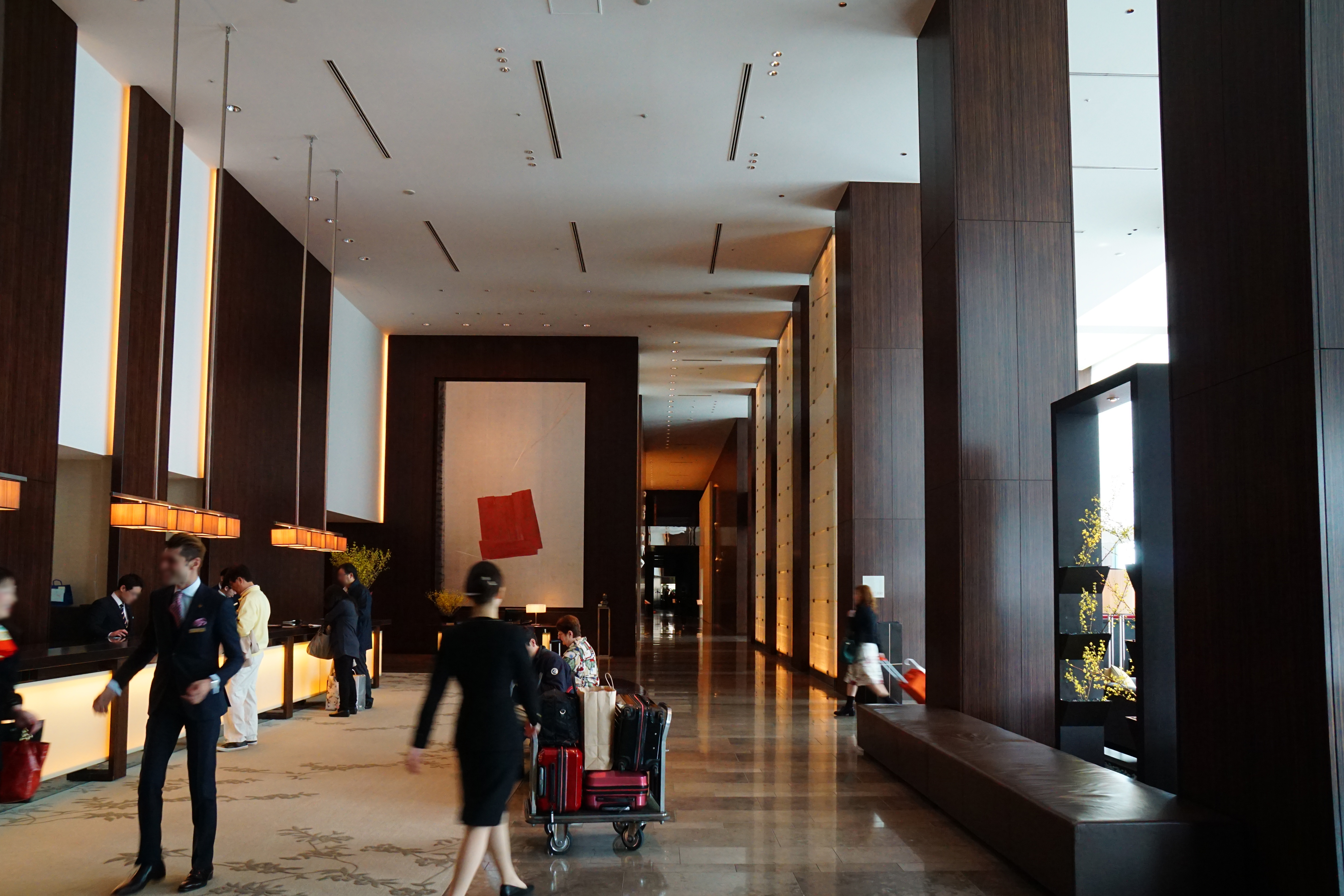
コンラッド東京にて
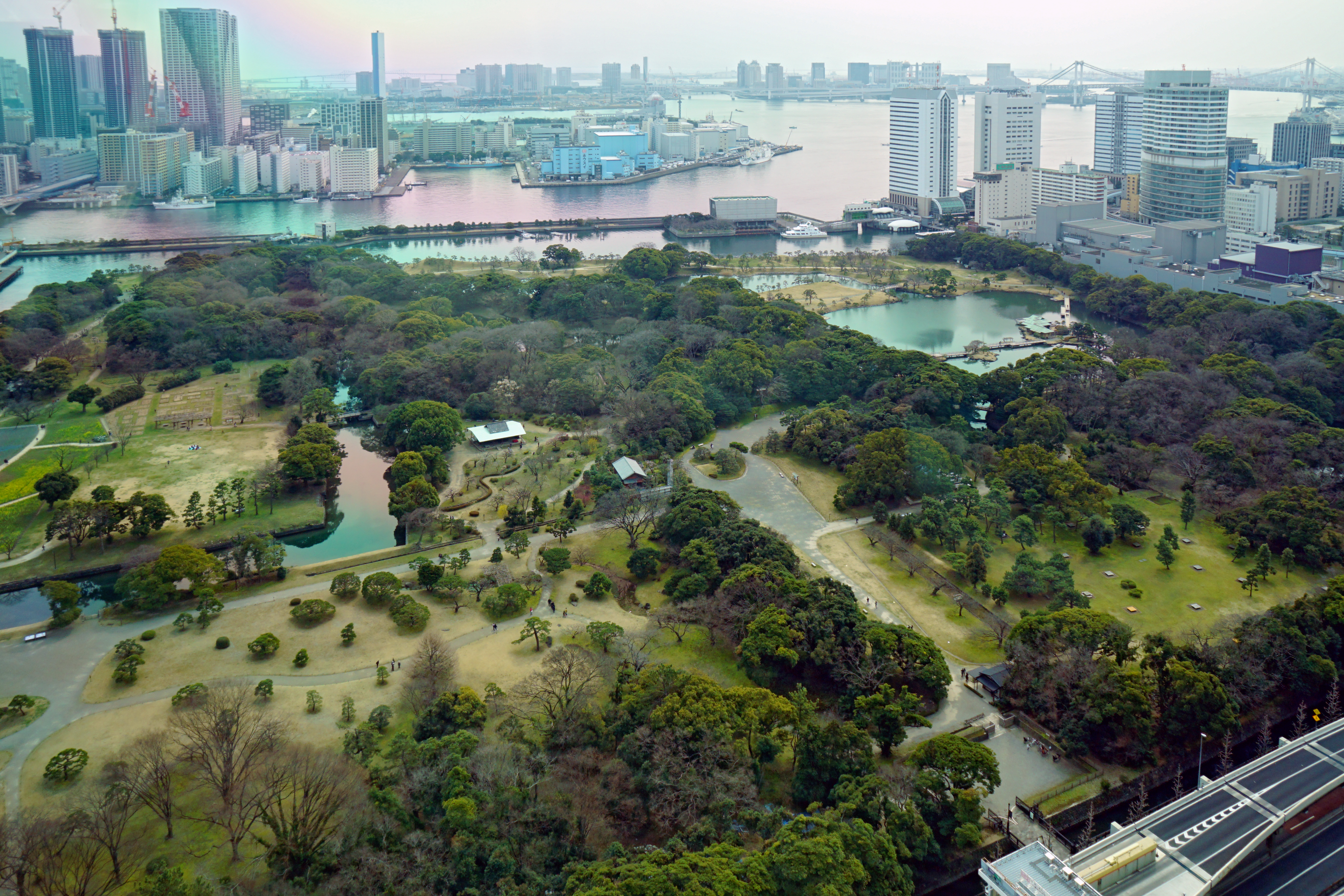
コンラッド東京から浜離宮恩賜庭園を望む